# Лукин, Михаил Фёдорович
Михаи́л Фёдорович Луки́н (6 (18) ноября 1892 — 25 мая 1970) — советский военачальник, Герой Российской Федерации (1 октября 1993, посмертно). Генерал-лейтенант (6 июня 1940 года).

## Биография

### Молодость и Первая мировая война
Родился 6 (18) ноября 1892 года в деревне Полухтино, ныне Зубцовского района Тверской области в крестьянской семье. Русский. Окончил 5 классов сельского училища народного просвещения. С 14 лет работал в торговле приказчиком.
В Русской императорской армии с октября 1913 года. Служил канониром в Усть-Двинской крепостной артиллерии, затем направлен в учебную команду. Участник Первой мировой войны. В марте 1916 года окончил 5-ю Московскую школу прапорщиков и был произведён из унтер-офицеров 193-го пехотного запасного батальона в прапорщики армейской пехоты. В 1916 году был младшим офицером 85-го пехотного запасного полка. С февраля 1917 года служил в 4-м гренадерском Несвижском генерал-фельдмаршала Барклая-де-Толли полку 1-й гренадерской дивизии младшим офицером и командиром роты. Воевал в районе Барановичей, за отличия в боях за неполный год награждён тремя орденами. В октябре 1917 года направлен учиться на повторные офицерские курсы при штабе 1-й гренадерской дивизии. Но уже в ноябре поручик М. Ф. Лукин был демобилизован.
Приехав в Москву, работал инструктором по обучению железнодорожников на Московско-Киево-Воронежской железной дороге. В ноябре 1917 года вступил в Красную гвардию.

### Гражданская война
С июля 1918 года в Красной Армии. В 1918 году окончил курсы разведчиков при Полевом штабе РККА. Вступил в ВКП(б) в августе 1919 года. Активный участник Гражданской войны в России. С декабря 1918 года воевал в составе 37-й стрелковой дивизии:  помощник начальника штаба дивизии, командир 328-го стрелкового полка, командир 2-й стрелковой бригады. В рядах дивизии воевал на Южном, Юго-Восточном и Кавказском фронтах. В феврале 1920 года был ранен. После госпиталя назначен начальником штаба 1-й Кавказской кавалерийской дивизии. С августа 1920 года командовал 94-м стрелковым полком 11-й стрелковой дивизии, с сентября 1920 года командовал бригадой в этой дивизии. В составе 15-й армии сражался в ходе советско-польской войны. За отличия в боях Гражданской войны награждён двумя орденами Красного Знамени.

### Межвоенный период
После Гражданской войны М. Ф. Лукин в августе 1921 года назначен заведующим сектором Северного района. С октября 1921 — начальник 92-х пехотных командных курсов в городе Лубны. С сентября 1922 — помощник командира 23-й Харьковской стрелковой дивизии Украинского военного округа. С апреля по ноябрь 1923 года был командиром, а затем помощником командира 7-й стрелковой дивизии УкрВО. С апреля 1924 года был помощником командира 99-й стрелковой дивизии 14-го стрелкового корпуса Украинского ВО, а в октябре того же года — начальником отдела штаба Украинского ВО. Был им по сентябрь 1925 года.
В июле 1926 года окончил курсы усовершенствования высшего начальствующего состава при Военной академии РККА имени М.В. Фрунзе. После их окончания назначен начальником 1-го отдела Управления по командно-начальствующему составу Главного управления РККА. С января 1929 — командир 23-й стрелковой дивизии. С апреля 1935 года — военный комендант Москвы. В июле 1937 года отстранён от должности и несколько месяцев состоял в распоряжении Управления по комначсоставу РККА в разгар массовых репрессий в Красной Армии. В конце концов ему был объявлен строгий выговор и в декабре 1937 года комбриг Лукин был направлен в Новосибирск на должность заместителя начальника штаба Сибирского военного округа. В январе 1938 года стал начальником штаба, а в декабре 1939 – заместителем командующего войсками Сибирского ВО. С июня 1940 года — командующий 16-й армией Сибирского ВО.

### Великая Отечественная война
В мае 1941 года 16-я армия начала передислокацию из Сибири в район города Шепетовка на Украине. К началу Великой Отечественной войны только часть войск армии прибыла туда (первый эшелон армии прибыл в Бердичев 18 июня). Сам М. Ф. Лукин, оказавшись в районе Шепетовки, где не оказалось войск и подготовленной обороны, по своей инициативе спешно сформировал импровизированную группу войск из разрозненных частей («оперативная группа генерала Лукина»). Отход войск на рубеже реки Горынь до 2 июля прикрывали войска 19-го мехкорпуса и группа генерала Лукина. В группу входили 213-я моторизованная дивизия, выделенная из состава корпуса Н. В. Фекленко, и 109-я моторизованная дивизия полковника Н. П. Краснорецкого из 5-го мехкорпуса. Недовольный задержкой наступления Э. фон Клейст перенацелил 48-й моторизованный корпус на Шепетовку и потребовал немедленного преследования противника. Впереди следовала 11-я танковая дивизия, которая к середине дня 4 июля с ходу ворвалась в город.
Остальные войска 16-й армии после разгрома Западного фронта были спешно переброшены под Смоленск. 3 июля Лукину было приказано срочно прибыть в Смоленск и возглавить действия армии, но когда он прибыл туда в ночь на 8 июля, то нашёл только две дивизии 16-й армии (5-й мехкорпус 16-й армии был передан в 20-ю армию, часть стрелковых дивизий также «раздёргана» по другим армиям). Как и в Шепетовке, он спешно собрал под своей командой многочисленные разрозненные части и организовал сбор отходивших частей и отдельных красноармейцев, формируя из них новые полки.
В ходе Смоленского сражения исключительно мужественно и умело руководит войсками, окружёнными в районе Смоленска. Всю вторую половину июля армия вела ожесточённое сражение за Смоленск, попытки выбить немцев из него не приводили к успеху прежде всего ввиду острейшего недостатка в боеприпасах, технике и в людях, но это сражение не позволило немцам развить своё наступление на восток.
С 8 августа по 10 сентября 1941 года — командующий 20-й армией Западного фронта.
В начальный период битвы за Москву Михаил Фёдорович командует 19-й армией (назначен командующим 10 сентября 1941 года). В результате проведения немецким командованием операции «Тайфун» под Вязьмой были окружены соединения 19-й, 20-й, 24-й и 32-й армий. Решением Ставки командование окружёнными частями севернее Вязьмы возложено на генерал-лейтенанта Лукина.
При выходе из окружения 14 октября 1941 года командарм М. Ф. Лукин был тяжело ранен и без сознания попал в плен.
В СССР с весны 1942 года официально считался (исключён из списков РККА) пропавшим без вести.
Немецкие врачи были вынуждены ампутировать Лукину ногу, у него осталась парализованной рука. На первом допросе 16 октября Лукин отказался отвечать на вопросы военного характера, ссылаясь на данную им присягу.
Лукин отказался от сотрудничества с немцами. В январе 1943 года его посетил генерал А. Власов, который попытался переубедить Лукина. Но, согласно записи приставленного к Власову капитана абвера Вильфрида Штрик-Штрикфельдта, Лукин ответил так:

Вы, Власов, признаны ли вы официально Гитлером? И даны ли вам гарантии, что Гитлер признает и будет соблюдать исторические границы России? Без таких гарантий я не могу сотрудничать. Из моего опыта в немецком плену я не верю, что у немцев есть хоть малейшее желание освободить русский народ. Я не верю, что они изменят свою политику.

Подтверждает позицию Лукина и показания самого Власова об этой встрече , данные в СМЕРШ в 1945 году: «В присутствии ШТРИКФЕЛЬДТА ЛУКИН высказался враждебно по отношению к Советскому правительству, обвинив правительство в том, что оно якобы проводило неправильную политику, не соответствующую интересам народа, однако, после того как я изложил ему цель своего приезда, он наедине со мной сказал, что немцам не верит, служить у них не будет и моё предложение не принял».
В западной и постсоветской исторической литературе распространены утверждения об «антисоветских настроениях» М. Ф. Лукина в плену, о которых впервые писал беседовавший с Лукиным в плену несколько раз офицер вермахта В. Штрик-Штрикфельдт, исходя из которых ему приписывается сотрудничество с гитлеровцами в той или иной степени. Однако даже проверка деятельности Лукина в плену, проводимая органами СМЕРШ под непосредственным руководством В. С. Абакумова показала лишь, что он по показаниям двух бывших военнопленных «проявлял антисоветские настроения по вопросам коллективизации сельского хозяйства, карательной политики Советской власти и клеветал на руководителей ВКП(б) и Советского правительства», при этом сам Лукин подобные обвинения в свой адрес отверг, назвав их клеветой. Об обвинении Лукина в измене в форме сотрудничества с врагом или в выдаче военной тайны речь не шла даже в докладах Абакумова Сталину при этой спецпроверке.
29 апреля 1945 года Лукин был освобождён из плена американскими войсками и 3 мая доставлен в Париж.

### После войны
После возвращения в СССР до декабря 1945 года проходил проверку, по результатам которой был восстановлен в рядах РККА. В ходе спецпроверок В. Абакумов докладывал Сталину об «антисоветских настроениях» генерала, но Сталин распорядился освободить Лукина и лишь «обеспечить агентурным наблюдением». Вероятно, в том, что Лукин не был арестован, большую роль сыграло ходатайство маршала Конева, рассказавшего Сталину о роли Лукина в Смоленском и Вяземском сражениях. Однако из-за тяжёлой болезни (рана в месте ампутации ноги постоянно открывалась) нового назначения Лукин не получил, находился в распоряжении Главного управления кадров РККА. С ноября 1946 года — в отставке по болезни.
Во время «хрущёвской оттепели» о Лукине официально говорили как о «несгибаемом советском человеке, с презрением отвергнувшем все посулы и угрозы врага», но в 1966 году ходатайство маршалов Тимошенко, Конева и Рокоссовского о присвоении ему звания Героя Советского Союза было отклонено.
Скончался 25 мая 1970 года. Похоронен в Москве на Новодевичьем кладбище.
В 1988 году исполком Смоленского городского Совета народных депутатов присвоил генерал-лейтенанту Лукину звание «Почётный гражданин города-героя Смоленска» (посмертно).
Указом Президента Российской Федерации от 1 октября 1993 года № 1553 «за мужество и героизм, проявленные в борьбе с немецко-фашистскими захватчиками в Великой Отечественной войне 1941—1945 годов», генерал-лейтенанту Лукину присвоено звание Героя Российской Федерации (посмертно).

## Воинские звания в РККА
- комбриг (20.11.1935)[19]
- комдив (04.11.1939)
- генерал-лейтенант (04.06.1940)

## Награды

### За Первую мировую войну
- орден Святого Владимира 4-й степени[3]
- орден Святой Анны 4-й степени[3]
- орден Святого Станислава 3-й степени[3]

### За службу в Красной Армии
- Герой Российской Федерации (01.10.1993, посмертно)
- орден Ленина (5.11.1946)
- Пять орденов Красного Знамени (31.12.1921, 06.11.1925[20], 27.07.1941, 06.05.1946, 09.08.1957)
- орден Трудового Красного Знамени (1932[2])
- орден Красной Звезды (28.10.1967)
- медали СССР
- «Почётный гражданин города-героя Смоленска» (1988[21])

## Память
- Бюст М. Ф. Лукина установлен в Смоленске (2021)[22].
- Школе № 883 города Москвы (Северо-Западный АО) присвоено имя Героя Российской Федерации М. Ф. Лукина 22 августа 2022 года[23].
- Именем генерал-лейтенанта М. Ф. Лукина названы улицы в Смоленске и Зубцове.

## Сочинения
- Лукин М. Ф. В Смоленском сражении. // Военно-исторический журнал. — 1979. — № 7. — С. 43-54.

- Имя М. Ф. Лукина высечено на плите мемориального комплекса «Воинам-сибирякам».
- Мемориальный комплекс «Воинам-сибирякам», Ленино-Снегирёвский военно-исторический музей.
- Могила Лукина на Новодевичьем кладбище Москвы.

### Комментарии
1. ↑  В журнале боевых действий германской 258-й пехотной дивизии, которая взяла Лукина в плен, этот эпизод описан несколько иначе. Пленённые советские командиры и их немецкий конвой попали под огонь группы красноармейцев, вырывавшихся из окружения, и Лукин был ранен советской винтовочной пулей.

### Сноски
1. ↑  Высочайший Приказ по Военному ведомству о чинах военных от 11 мая 1916 года. — С. 17.
2. 1 2  Автобиография М. Ф. Лукина от 1938 года. // Военно-исторический журнал. — 1989. — № 8. — С. 44-45.
3. 1 2 3 4  Коллектив авторов. Великая Отечественная. Командармы. Военный биографический словарь / Под общей ред. М. Г. Вожакина. — М.; Жуковский: Кучково поле, 2005. — С. 131—132. — ISBN 5-86090-113-5.
4. ↑  Сувениров О. Ф. Трагедия РККА 1937-1938. — M.: TEPPA, 1998. — 528 с. — ISBN 5-300-02220-9.
5. ↑  Тархова Н. С. (ответственный), Арцыбашев В. А., Войтиков С. С., Узенков Д. Г. Командный и начальствующий состав Красной Армии в 1940—1941 гг.: Структура и кадры центрального аппарата НКО СССР, военных округов и общевойсковых армий. Документы и материалы / Под ред. В. Н. Кузеленкова. — М.—СПб.: Летний сад, 2005. — С. 171. — 1000 экз. — ISBN 5-94381-137-0.
6. ↑  Лобачев А. А. Трудными дорогами. — М.: Воениздат, 1960. — 336 с. — (Военные мемуары). — С. 110—240.
7. ↑  Мильбах В. С. Артиллерия 16-й армии в Смоленском сражении 1941 года. // Военно-исторический журнал. — 2016. — № 7. — С.26—30.
8. ↑  Приказ об исключении из списков. // ОБД «Память народа» Архивная копия от 2 июля 2023 на Wayback Machine.
9. 1 2  Генералы Великой Отечественной. Дата обращения: 20 января 2022. Архивировано 20 января 2022 года.
10. 1 2 3  Блог Кречетникова: О двух генералах, измене и патриотизме. Дата обращения: 20 января 2022. Архивировано 7 января 2022 года.
11. ↑  Протокол допроса арестованного Власова Андрея Андреевича от 2 июня 1945 года. // Документ опубликован: Генерал Власов: История предательства. В 2 томах, 3 книгах. — Том 2, книга 1: «Из следственного дела А. А. Власова». — М.: РОССПЭН, 2015. — 854 с. — ISBN 978-5-8273-1954-5. — С. 41.
12. ↑  Strik-Strikfeldt, W. Against Stalin and Hitler: Memoir of the Russian Liberation Movement, 1941—1945. — N. Y.: Day, 1970. — 270 p.
13. ↑  Гофман И. Власов против Сталина. Трагедия Русской освободительной армии. 1944—1945. — М.: АСТ, Астрель, 2006.
14. ↑  Решин Л. Е., Степанов В. С. Судьбы генеральские. // Военно-исторический журнал. — 1992. — № 10. — С. 26.
15. ↑  Александров К. М. Мифы о генерале Власове. — М., 2010.
16. ↑  Учётная карточка освобождённого из плена военнослужащего союзными армиями. // ОБД «Память народа».
17. ↑  Шлеев В. В. Письмо из плена. // Отечественная история. — 1995. — № 4. — С. 145—152.
18. ↑  Указ Президента Российской Федерации от 1 октября 1993 г. № 1553 «О присвоении звания Героя Российской Федерации активным участникам Великой Отечественной войны 1941-1945 годов». // Собрание актов Президента и Правительства Российской Федерации. — 1993. — 4 октября 1993. — № 40. — Ст. 3833.
19. ↑  ПРИКАЗ НАРОДНОГО КОМИССАРА ОБОРОНЫ СОЮЗА ССР ПО ЛИЧНОМУ СОСТАВУ АРМИИ № 2398. Дата обращения: 11 декабря 2009. Архивировано 28 ноября 2010 года.
20. ↑  Герои Гражданской войны. Лукин Михаил Фёдорович. // Военно-исторический журнал. — 1971. — № 7. — С.54.
21. ↑  Биография почётного гражданина М. Ф. Лукина на сайте Администрации г. Смоленска Архивная копия от 30 марта 2023 на Wayback Machine.
22. ↑  Линёв В. Возродить память о забытых Героях. // «Красная звезда». — 2021, 30 июня Архивная копия от 9 июля 2021 на Wayback Machine.
23. ↑  Информация на сайте Департамента образования и науки г. Москвы (недоступная ссылка).